# 경명여자고등학교
경명여자고등학교(景明女子高等學校)는 대한민국 대구광역시 북구 칠성동2가에 있는 사립 고등학교이다.

## 학교 연혁
- 1966년 1월 17일 : 경명여자고등학교(6학급) 신설 인가 받음 (설립자 박우석 선생)
- 1966년 3월 1일 : 경명여자중학교에서 개교함, 초대 교장 박우석 선생 취임 (중,고 겸직)
- 1966년 3월 5일 : 제1회 입학식(2학급, 79명)
- 1967년 4월 30일 : 경명여자중학교 20개 교실 인수함
- 1969년 1월 16일 : 제1회 졸업식 거행(80명)
- 1970년 12월 13일 : 생활지도관 준공
- 1973년 2월 3일 : 2부 고등학교 3학급 신설 인가 받음
- 1975년 9월 20일 : 신축 교사(21교실) 증축 완공
- 1978년 10월 24일 : 강당(현운관) 준공
- 1982년 9월 29일 : 2부 학급 폐지 및 45학급 인가 받음
- 2009년 2월 21일 : 제9대 경명학숙 이사장 박기수 선생 취임
- 2018년 3월 1일 : 제11대 교장 박헌석 선생 취임
- 2022년 1월 27일 : 제54회 졸업식(230명) 거행 (총 졸업생 32,383명)
- 2022년 3월 2일 : 2022학년도 신입생(187명) 입학

## 참고 자료
- 경명여자고등학교 - 한국교육학술정보원 학교알리미